# Luar (álbum de Gilberto Gil)
Luar (A Gente Precisa Ver o Luar) é um álbum de Gilberto Gil, lançado em 1981 pela Warner.
O disco conta músicas que se tornariam muitos conhecidas do grande público, como a faixa-título homônima, Cores Vivas, Palco, Flora e Se eu quiser falar com Deus (também gravada por Elis Regina e lançada como compacto de Gil no final de 1980). A faixa Palco, anteriormente gravada pela banda A Cor do Som, é um ijexá, que apresenta notável influência da banda de soul e funk Earth, Wind and Fire, a influência já era notada em Realce, faixa-título do álbum de 1979, que contou a presença do arranjador da banda, Jerry Hey nos teclados, em dezembro de 1980, Gil participou do show da banda no Maracanãzinho onde cantou Realce, dividindo os vocais com o percussionista da banda Ralph Johnson, que cantou a letra em português.
Foi produzido por Liminha, que também produziria o disco seguinte do cantor, Um Banda Um. A turnê do disco foi filmada.

## Faixas
| N.º | Título                              | Compositor(es)        | Duração |  |
| 1.  | "Luar (A gente precisa ver o luar)" | Gilberto Gil          | 04:20   |  |
| 2.  | "Palco"                             | Gilberto Gil          | 04:23   |  |
| 3.  | "Sonho molhado"                     | Gilberto Gil          | 04:29   |  |
| 4.  | "Lente do amor"                     | Gilberto Gil          | 03:37   |  |
| 5.  | "Morena"                            | Gilberto Gil/Cassiano | 03:26   |  |
| 6.  | "Cara a cara"                       | Caetano Veloso        | 04:34   |  |
| 7.  | "Cores vivas"                       | Gilberto Gil          | 03:46   |  |
| 8.  | "Axé, babá"                         | Gilberto Gil          | 03:19   |  |
| 9.  | "Flora"                             | Gilberto Gil          | 04:13   |  |
| 10. | "Se eu quiser falar com Deus"       | Gilberto Gil          | 04:47   |  |

Faixa(s) bônus:
| Lista de faixas |                      |                |         |  |
| N.º             | Título               | Compositor(es) | Duração |  |
| 1.              | "Marcha da tietagem" |                | 03:34   |  |
| 2.              | "Corações a mil"     |                | 03:15   |  |